# مقاطعة سانشان
مقاطعة سانشان هي إحدى مقاطعات منطقة آنهوي في الصين.